# María José Osuna Cerezo
María José Osuna Cerezo (Melilla, 1960) és una jutgessa espanyola.

## Trajectòria
Filla de pares menorquins, va néixer circumstancialment a Melilla, on el seu pare estava destinat com a metge militar. Va estudiar a Maó la primària i el batxillerat i posteriorment va estudiar dret a la Universitat de Saragossa, on es va llicenciar el 1982. El 1987 va esdevenir fiscal i el 1988 va arribar a Tarragona ja com advocada fiscal. Entre 1995 i 2007 va coordinar els casos de delictes contra medi ambient i contra l'administració pública i corrupció. El 2006 fou nomenada tinent fiscal.
Un dels principals casos on ha intervingut és en el cas Parc Central, una suposada trama de corrupció urbanística al voltant dels terrenys de l'antiga empresa Gas Tarraconense.
El 2022 es convertí en la primera dona a assumir el càrrec de fiscal en cap de l'Audiència Provincial de Tarragona, municipi on ha desenvolupat tota la carrera professional més de 35 anys, amb diversos càrrecs a la Fiscalia. Destaca el compromís amb la protecció de menors i adolescents víctimes de maltractaments i abusos sexuals. A més, ha estat un dels artífexs de l’expansió del projecte de la unitat integrada d’atenció a infants i adolescents víctimes de violències sexuals Barnahus.
El 2023 va rebre una Medalla d’honor pels serveis excepcionals a la justícia, atorgada pel Govern de la Generalitat de Catalunya.